# Adam Rosczewic
Adam Rosczewic lub Adam  Rosczewicz (ur. ok. 1600 w Słupcy, zm. 12 lutego 1666 w Krakowie) – prawnik, profesor, rektor i podkanclerzy Akademii Krakowskiej.

## Życiorys
Pochodził z rodziny mieszczańskiej, był synem Jana. Naukę rozpoczął w 1622 w Akademii Lubrańskiego w Poznaniu, następnie studiował od 1623 w Akademii Krakowskiej. Tytuł bakałarza uzyskał w 1625, a rok później w 1626 został magistrem nauk wyzwolonych. W 1630 został wysłany jako nauczyciel do nowo utworzonej kolonii akademickiej w Białej Podlaskiej. Do Krakowa powrócił w 1635, w 1645 przeniósł się na Wydział Prawa, który wybierał go pięciokrotnie jako swojego dziekana i na którym przedłożywszy tezę Questio iuridica de solutione decimarum promował się 11 grudnia 1657 na doktora praw. W latach 1637–1644 był notariuszem w konsystorzu krakowskim. Związany tym z krakowską kurią biskupią po 1642 zyskał szczególne zaufanie biskupa Piotra Gembickiego. W 1640 został proboszczem  w Smardzowicach, przed 1648 został kanonikiem w kolegiacie św. Michała na Wawelu. 16 października 1655 został po raz pierwszy wybrany rektorem Akademii Krakowskiej, urząd rektora pełnił bez formalnej elekcji przez cały czas okupacji szwedzkiej. Sprzeciwił się wszelkim układom ze Szwedami, 10 czerwca 1656 na zgromadzeniu duchowieństwa stojąc na czele delegacji Uniwersytetu, odrzucił żądania złożenia przysięgi na wierność Karolowi X Gustawowi, zawiadomił o uchwale Uniwersytetu o gremialnym opuszczeniu miasta przez profesorów i o rozwiązaniu uczelni. Sam pozostał w mieście z Samuelem Formankowiczem i Wojciechem Łańcuckim w celu strzeżenia budynków uniwersyteckich. W 1659 otrzymał nominację na urząd podkanclerzego, a w 1660 ponowny wybór na rektora. W 1661 zainicjował szeroko zakrojoną kampanię propagandową przeciwko planom jezuitom, przede wszystkim na sejmie, celem niedopuszczenia do zatwierdzenia aktu erekcyjnego Akademii we Lwowie na mocy przywileju króla Jana Kazimierza. W 1663 piastował po raz piąty godność rektora. Zmarł nagle będąc w gościnie u wielkorządcy zamku krakowskiego Stanisława Skarszewskiego.